# Arachnothryx pyramidalis
Arachnothryx pyramidalis là một loài thực vật có hoa trong họ Thiến thảo. Loài này được (Lundell) Borhidi mô tả khoa học đầu tiên năm 1989.